# كيم بوك دونغ
كيم بوك دونغ (19 أبريل 1926 - 28 يناير 2019) كانت واحدة من بين العديد من الفتيات اللواتي أُجبرن على الاستعباد الجنسي من قبل جيش اليابان الإمبراطوري. أصبحت بعد ذلك ناشطة كورية في مجال حقوق الإنسان لتشُن حملة ضد الاستعباد الجنسي واغتصاب الحرب. كانت كيم بوك دونغ واحدة من الضحايا اللواتي أُجبرن على الاستعباد الجنسي من قبل الجيش الياباني والذي يعرف بتجنيده للفتيات بشكل منهجي بين 10 إلى 18 سنة من البلدان المستعمرة والمحتلة منذ الثلاثينيات وحتى نهاية الحرب العالمية الثانية. سُجنت كيم بوك دونغ منذ سن الـ 14عاماً في مراكز الراحة لمدة ثماني سنوات وذلك في بلدان مختلفة في آسيا. كانت لتجاربها أثراً في وعيها النّسوي والذي قادها لكي تصبح ناشطة قوية داعية إلى إنهاء العنف الجنسي في زمن الحرب ومعاداة الإمبريالية وحقوق العمال والمصالحة بين الكوريتين. جنباً إلى ما يعرف بـ «نساء المتعة» قامت بتقديم طلب إلى الحكومة اليابانية ليشتمل على اعتذار رسمي على مستوى الدولة بالإضافة إلى تعويضات وتصحيح التاريخ الياباني وذلك بتعديل كتب التاريخ لتشتمل على حقيقة قضية نساء المتعة. كانت كيم بوك دونغ الرئيسة والمتحدثة باسم حركة «نساء المتعة» قامت من خلالها بدعم نساء المتعة الأُخريات من أجل المضي إلى الأمام والمُطالبة بحقوقهن. توفيت كيم بوك دونغ في سيول كوريا الجنوبية في أحد المستشفيات وكان ذلك في 28 يناير عام 2019.

## السيرة
وُلدت كيم بوك دونغ في مدينة يانغسان وهي مدينة تقع في محافظة جيونجنام في كوريا الجنوبية في شهر أبريل عام 1926. كان ترتيبها الرابع من بين ستة أخوات. كانت أسرتها غنية في صغرها ولكن بعد ذلك عانت أسرتها اقتصادياً وواجهت الفقر ونتيجة لذلك كان عليها أن تضع حداً لتعلميها. تُوفي والد بوك دونغ عندما كانت في الثامنة من عمرها. قامت كل من أخواتها الثلاث اللواتي يكبرنها سناً بالزواج في سبيل الهرب من الأوقات العصيبة ولكن بقيت كيم بوك دونغ في المنزل مع أختيها الصغيرتين. حتى عمر 14- 15 سنة وفي عام 1941 غُدر بكل من كيم بوك دونغ ووالدتها وذلك من قبل السلطات اليابانية. قيل لكيم بوك دونغ بأن دورها سيكون دعم جهود الحرب وذلك بالعمل في مصنع الملابس العسكرية وستكون عودتها بعد ثلاثة سنوات وإن لم تفعل ذلك فستعتبر أسرتها خائنة. لم تأخذ السلطات اليابانية كيم بوك دونغ بعيداً فحسب بل طلبت من والدتها التوقيع على وثيقة ولسوء الحظ لم تكن والدتها تجيد القراءة فوافقت على طلبهم معتقدةً بأن ابنتها ستعمل في أحد المصانع في اليابان ولكن كيم بوك دونغ أُجبرت على الاستعباد الجنسي العسكري في الأراضي المحتلة اليابانية لمدة ثماني سنوات في كل من غواندونغ وهونغ كونغ وسنغافورة وإندونيسيا وماليزيا. أُجبرت على ذلك كل يوم منذ الساعة الثامنة صباحاً وحتى الساعة الخامسة مساءاً.
حاولت كيم بوك دونغ الانتحار مع فتاتين أُخرتين وذلك عن طريق التسمم بالكحول ولكن عُثر عليهم من قبل اليابانيين وهن فاقدات للوعي. نقل الجيش الفتيات إلى المستشفى وتم إحيائهن هناك عن طريق ضخ بطونهن وإيذائهن بشكل مستمر. بعد مرور عشرة أيام استفاقت كيم بوك دونغ أخيراً وقررت مواصلة العيش لتروي للآخرين ما مرت به. قالت كيم بوك دونغ لو كان والدي حياً لما أُخذت من غير حولٍ ولا قوة. في عمر الـ 21 عاماً وبعد الحرب عادت كيم بوك دونغ أخيراً إلى مسقط رأسها. لم تتمكن من الإفصاح عن ما مرت به لأفراد أسرتها باستثناء والدتها التي سيطر الحزن الشديد عليها وأدى إلى وفاتها بسكتة قلبية.
بعد عودتها بدأت في زيارة المعبد. وبعد الحرب الكورية امتكلمت وأدارت مطعماً ناجحاً في مدينة بوسان وهي المدينة التي تسكنها أخواتها اللواتي يكبرنها سناً. التقت كيم بوك دونغ بعد ذلك برجل وقعت بحُبه وعلى الرغم من وجود الحب بينهما إلا أنها عانت طوال حياتها من عدم القدرة على إنجاب الأطفال. تعتقد كيم بوك دونغ بأن السبب وراء ذلك هو نتيجة الاعتداء الجنسي الذي تعرضت له. توفي الرجل الذي تزوجته دون أن يعرف قصتها وبعد وفاته بدأت بالتحدث عن تجربتها.

## الممارسات النشاطية
قالت كيم بوك دونغ «حتى عندما عدت إلى وطني لم تكن عودتي تحرراً حقيقياً بالنسبة لي.» بعد وفاة زوجها بدأت بالتحدث حول قضيتها وبعد ذلك انضمت لها امرأة أخرى تسعى للحصول على اعتراف رسمي بأنها أحد ضحايا الاستعباد الجنسي من قبل الجيش الياباني. في عام 1992وبعد مرور عام من رفع كيم هاك سون لستار الصمت حول القضية قررت كيم بوك دونغ أخيراً مشاركة تجربتها والتفاصيل التي مرت بها للعامة. كانت هذه أيضاً السنة التي بدأت فيها بالمشاركة في الاحتجاج الأسبوعي «مظاهرة الأربعاء» وذلك أمام السفارة اليابانية. وفي عام 1993 حضرَت وأدلّت كيم بوك دونغ بشهادتها في المؤتمر العالمي لحقوق الإنسان في مدينة فيينا في النمسا. كما شهدت منذ ذلك الحين أحداث أخرى في اليابان وفي الولايات المتحدة الأمريكية. سافرت كيم بوك دونغ مناطق أخرى حول العالم لتشارك قصتها كما أنها واصلت المشاركة في الاحتجاج الأسبوعي. قالت كيم بوك دونغ في أحد المقابلات «من خلال الإدلاء بشهادتي أشعر باستعادة ذاتي وبالدعم والتواصل مع النساء الأُخريات.» أتاحت شبكات التواصل لكيم بوك دونغ فرصة التعرف على الكثير من النساء الأُخريات اللواتي تعرضن إلى نفس ما مرت به وكان لذلك دوراً كبيراً في تخفيف آلمهن وتذكير كلّ واحدة منهن بأنها ليست وحيدة. واصلت كيم بوك دونغ حضورها لمظاهرات الأربعاء لأكثر من عشرين عاماً وذلك من أجل المطالبة باعتذار رسمي من اليابان إضافة إلى تعويضات قانونية لكل النساء الكوريات اللواتي أُجبرن على الاستعباد الجنسي خلال فترة الحرب. اعترفت كيم بوك دونغ بأنها وصلت إلى منصة مكّنتها من تلقي الدعم من كل من الأشخاص العاديون بالإضافة إلى المجلس الكوري للنساء اللواتي أُجبرن على الاستعباد الجنسي من قبل اليابان (KCWD). كما أكدت على كل من يدعمها وللعامة أجمع بأنه يتوجب عليهم فعل الشيء الصحيح ليس لها فقط بل حتى للأشخاص الذين لا صوت لهم والذين مروا بعقبات مماثلة لها.

### صندوق الفراشة المالي
وقفاً وتضامناَ مع نساء المتعة الأُخريات وضحايا الاغتصاب في زمن الحرب أسست كل من كيم بوك دونغ وجيل ون أوك صندوق الفراشة المالي في سبيل مساعدة ضحايا العنف الجنسي من النساء حول العالم كما وضحت كيم بوك دونغ سبب تسمية الصندوق بصندوق الفراشة قائلة بأن المعنى الرمزي خلفه هو «أملنا كناشطات تحرير الضحايا من ماضيهم المؤلم كالفراشة التي خرجت لتوها من شرنقتها.» بدأ الصندوق المالي بتجميع أموال التبرعات الشخصية وفي بدايته صرّحت كل من كيم بوك دونغ وجيل ون أوك بأنهن سيتبرعن بكل الأموال التي حصلن عليها كتعويض من اليابانيين لنساء أخريات كتعويض لهن. أسست KCWD في النهاية صندوق الفراشة المالي رسمياً من أجل تحقيق هدف كل من كيم بوك دونغ وجيل ون أوك وفي بداية الأمر بدأ الصندوق بتقديم الدعم من خلال تقديم 500 دولار شهرياً لمجموعة دعم الضحايا في الكونغو في يوليو 2012 وكانت هذه الكمية من المال قابلة للزيادة بمجرد تلقي التعويضات من الحكومة اليابانية. كانت ريبيكا ماسيكا كاتسوفا المستفيدة الأولى من الصندوق والتي تدير الآن مأوى لضحايا مماثلين لما مرت به. قالت كيم بوك دونغ «سأحلق عالياً كالفراشة المحررة لكثير من ضحايا الحرب من النساء باسم الهالون.» كانت الفكرة الرئيسية وراء الصندوق هي المساعدة والتواصل مع ضحايا العنف الجنسي لتشمل جميع النساء حول العالم وعلى سبيل المثال فقد استخدم الصندوق لمساعدة النساء الفيتناميات اللواتي تعرضن للاغتصاب من قبل الجنود الكوريين منذ عام 1964 وحتى عام 1973 أثناء الحرب الفيتنامية. كما سلطت كيم بوك دونغ الضوء على ضرورة اعتراف كوريا أيضاً بجرائم الحرب التي ارتكبها شعبها.

### الأعمال الفنية
بالإضافة إلى مشاركة قصتها للعامة قامت كيم بوك دونغ بابتكار أعمال فنية لتشاركها أيضاً مع العامة. في عام 1992 بدأت كيم بوك دونغ العيش في "House of Sharing" وهي دار لرعاية المسنين من نساء المتعة وكان سبب انتقالها إلى هناك كونها عاشت وحيدة في بوسان. شاركت كيم بوك دونغ خلال فترة إقامتها في دار الرعاية في أحد البرامج وهو ما يعرف بالعلاج بالفن من خلاله تمكنت من الإمساك بالفرشة لأول مرة والبدء بالرسم. كانت أعمالها الفنية تروي أحداث تاريخها لأجيال المستقبل. تم طرح الأعمال الفنية من دار الرعاية في عدد من الحملات من أجل زيادة الوعي وتثقيف الأمة حول قضية نساء المتعة. تضمنت مواضيع كيم بوك دونغ الفنية على ذكريات الطفولة وتجربة الاستعباد الجنسي من قبل الجيش الياباني وحياتها الحالية والمشاعر التي تمر بها. عمِلت في مجال الرسم والطباعة على الخشب. كان من أبرز أعمالها في عام 1998: اليوم الذي اختطفت فيه فتاة الـ 14 عامًا وبينما يُسلب الشباب بعيداً وإذا بي فجأة أصبح كبيرة ورمادية واليابان لا تتعدى - جزيرة دوكدو هي أرضنا وستخضر أوراق تلك الشجرة الميتة يوماً ما.